# خدمات پزشکی پادشاهی بحرین
خدمات پزشکی پادشاهی بحرین (به انگلیسی: الخدمات الطبية الملكية البحرينية)، بیمارستانی در شهر منامه بحرین است که در سال ۱۹۶۸ میلادی ساخته شده و دارای ۶۸۳ تخت است.

## تعاریف
خدمات پزشکی سلطنتی بحرین (همچنین به عنوان بیمارستان نیروی دفاعی بحرین شناخته می‌شود) یکی از بیمارستان‌های بزرگ در پادشاهی بحرین است و تنها بیمارستانی است که مراقبت‌های بهداشتی رایگان منحصراً برای پرسنل نظامی در این کشور ارائه می‌شود.سیستم سلامت بیمارستان های خدمات پزشکی سلطنتی نیروی دفاعی بحرین (BDFRMS) متعهد به مراقبت های پیشرفته و مراقبت های فوق پیشرفته، بزرگترین شبکه پزشکان مراقبت های اولیه، مرکز سرپایی و بیمارستان منطقه را ارائه می دهد. این سیستم همچنین شامل شبکه‌ای از پزشکان متخصص، پرستاران ماهر، سلامت سالمندان، سلامت رفتاری، توانبخشی و خدمات مراقبت در منزل، برنامه‌های مراقبتی دیگر و بیمه مدیریت شده و بهداشت و سلامت شغلی است. نزدیک به ۴۰۰۰ پزشک و کارمند سیستم بهداشتی بیمارستان های BDFRMS را تشکیل می دهند. هدف سیستم بهداشت بیمارستان های BDFRMS ارائه مراقبت های اولیه و مبتنی بر جامعه جامع است. نوعی از مراقبت های بهداشتی که مردم بیشتر به آن نیاز دارند و همچنین دسترسی به مراقبت های تخصصی با بالاترین کیفیت در صورت لزوم. بیمارستان نیروی دفاعی بحرین در مجموع دارای ظرفیت تخت ۴۰۰ تخت شامل بیماران بستری، سرپایی و اورژانسی است. این بیمارستان به عنوان دومین بیمارستان بزرگ در بحرین رتبه بندی می شود و تمام زیرساخت های بالینی و کادر پزشکی بسیار آموزش دیده را تشکیل می دهد. ماموریت اصلی بیمارستان BDF ارائه خدمات مراقبت های بهداشتی برای نیروهای نظامی و داخلی (یعنی مراقبت های بهداشتی اولیه و ثانویه)، خدمات اورژانسی برای عموم، پزشکی تخصصی برای بیماران ارجاعی و افراد VIP دولتی است. همه ساکنان بحرین و افراد غیر مقیم از خدمات و درمان رایگان مراقبت های بهداشتی برخوردار هستند.